# Acrylfarbe
Acrylfarben und -lacke sind Farbmittel, die auf Kunststoffdispersionen basieren. Sie sind häufig mit Wasser verdünnbar und härten zu einer wasserfesten Beschichtung aus. Daneben gibt es auch Acryllacke, die auf organischen Lösungsmitteln basieren.

## Geschichte
1934 entstand bei BASF die erste gebrauchsfertige, wässrige Acrylharzdispersion. Das Patent darauf hatten Rohm und Haas 1930 unter dem Namen Plextol angemeldet. 1946 brachte die Firma Bocour Artists Colors in New York City ihre Produktreihe Magna Plastic auf den Markt, deren Herstellung erst in den 1990er Jahren eingestellt wurde. Je nach Polymerisationsgrad waren die Lösungsmittel anfangs Toluol oder Xylol, später war es Testbenzin (das Acryloid dazu hieß F-10).
Die auf der Basis von polymerisierten Acrylsäureestern hergestellten Acrylharzfarben wurden erstmals Ende der 1940er Jahre in den Vereinigten Staaten, ab den frühen 1960ern auch in Europa von Künstlerfarbenfabriken für den Gebrauch in der Malerei hergestellt. Sie werden heute auch in Handwerk, Industrie und im Hobbybereich verwendet.

## Künstlerfarben

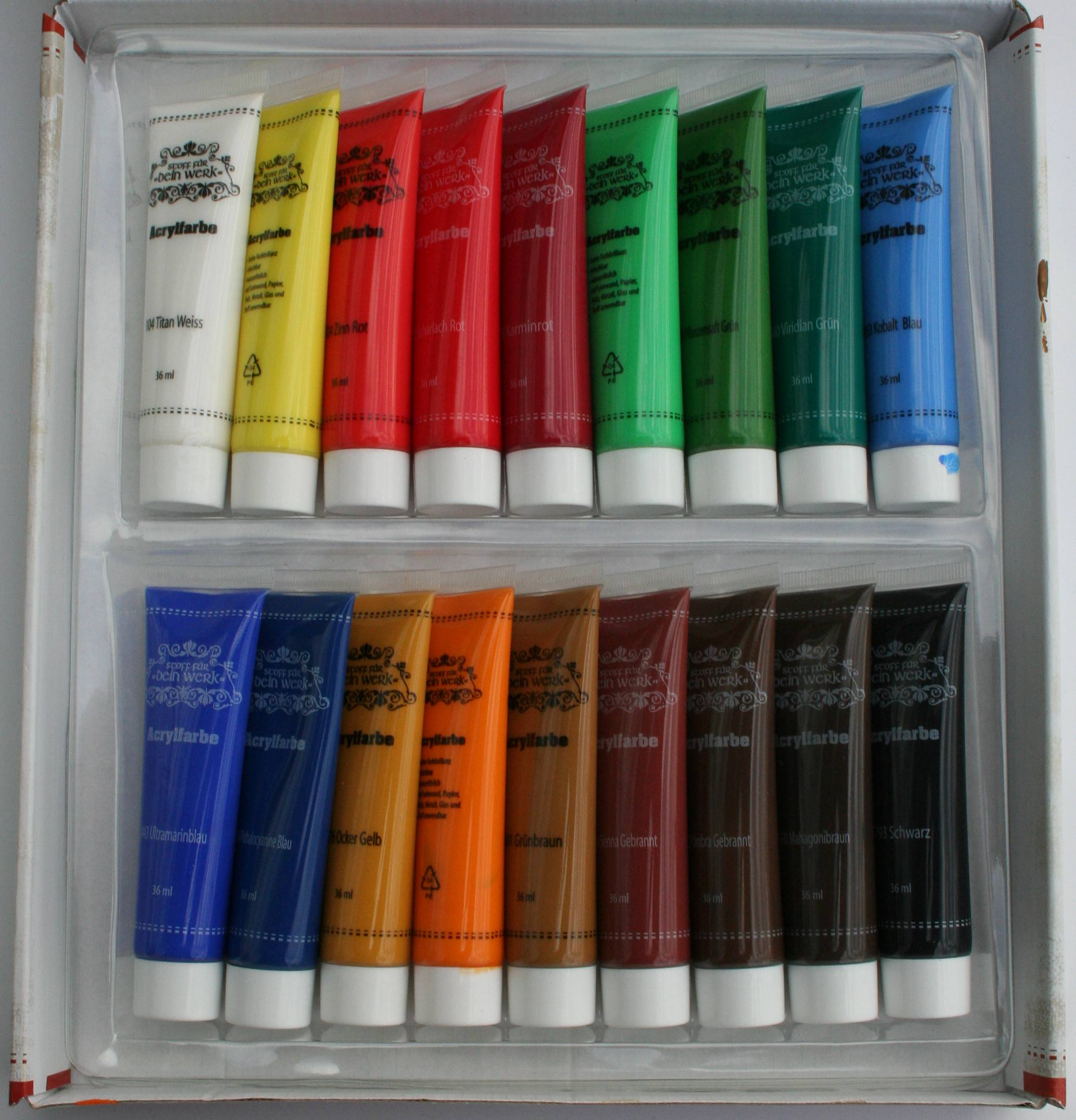
Acrylfarben für den Hobbybereich

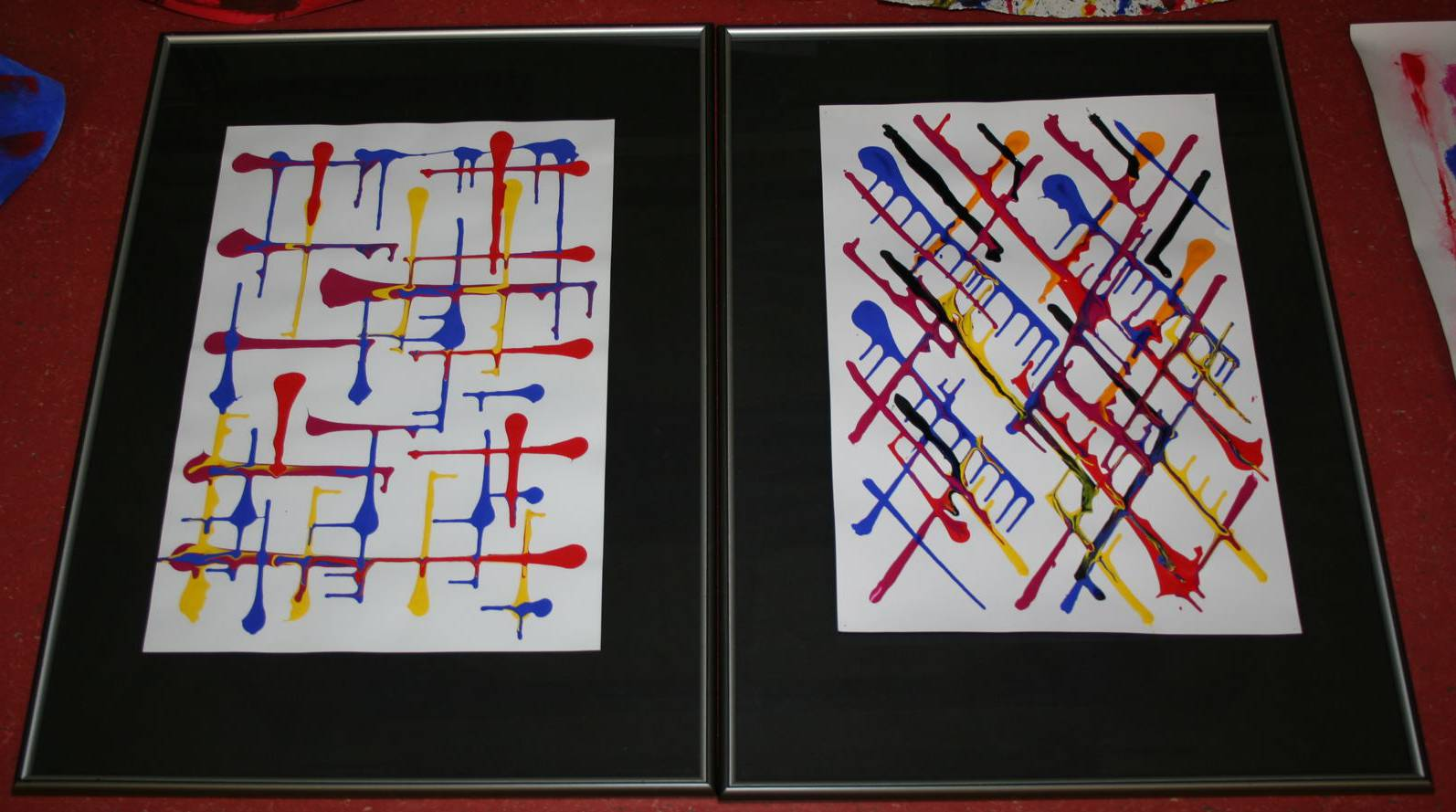
Experimentelle Bilder mit der Fließfähigkeit von Acrylfarben

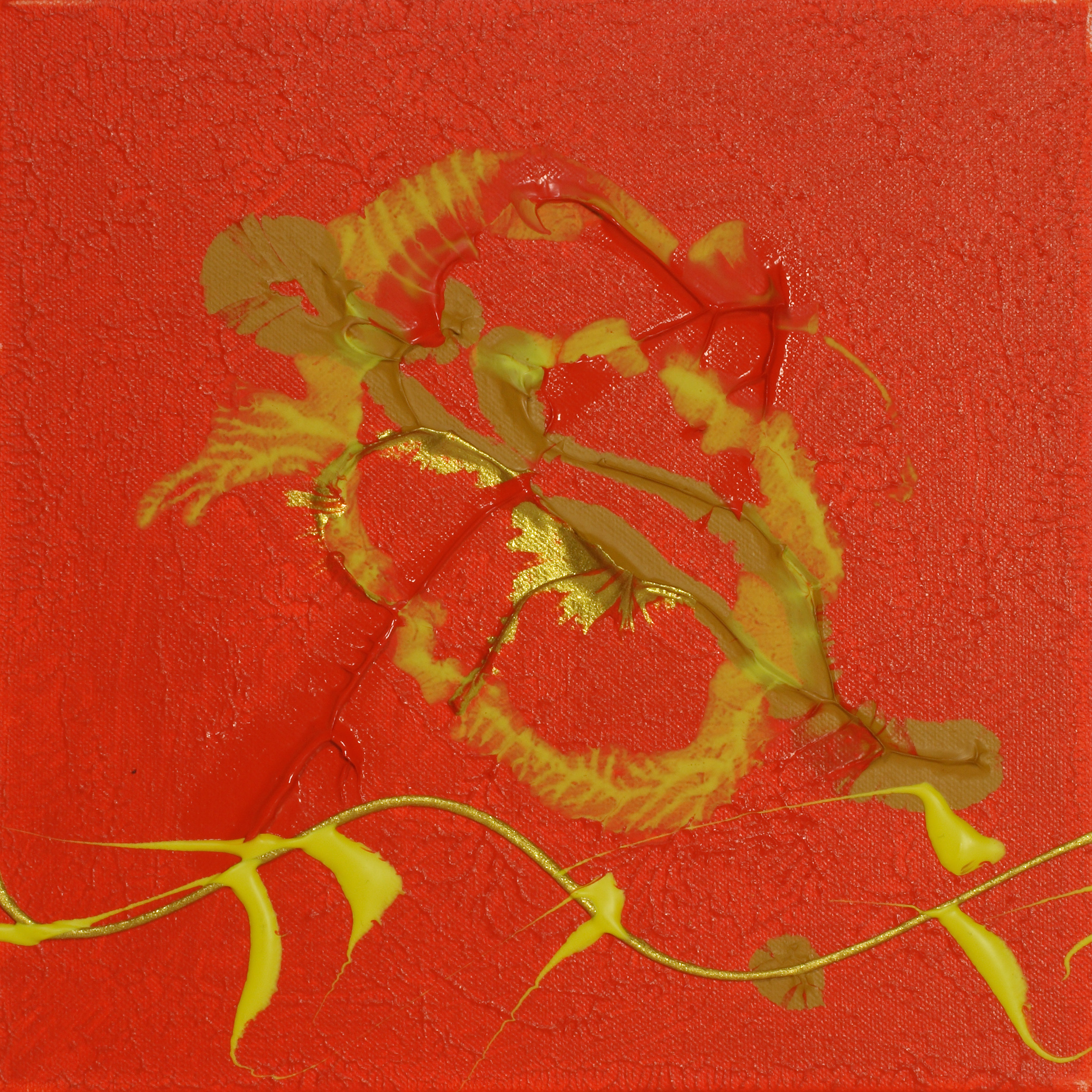
Acrylfarbe auf Leinwand

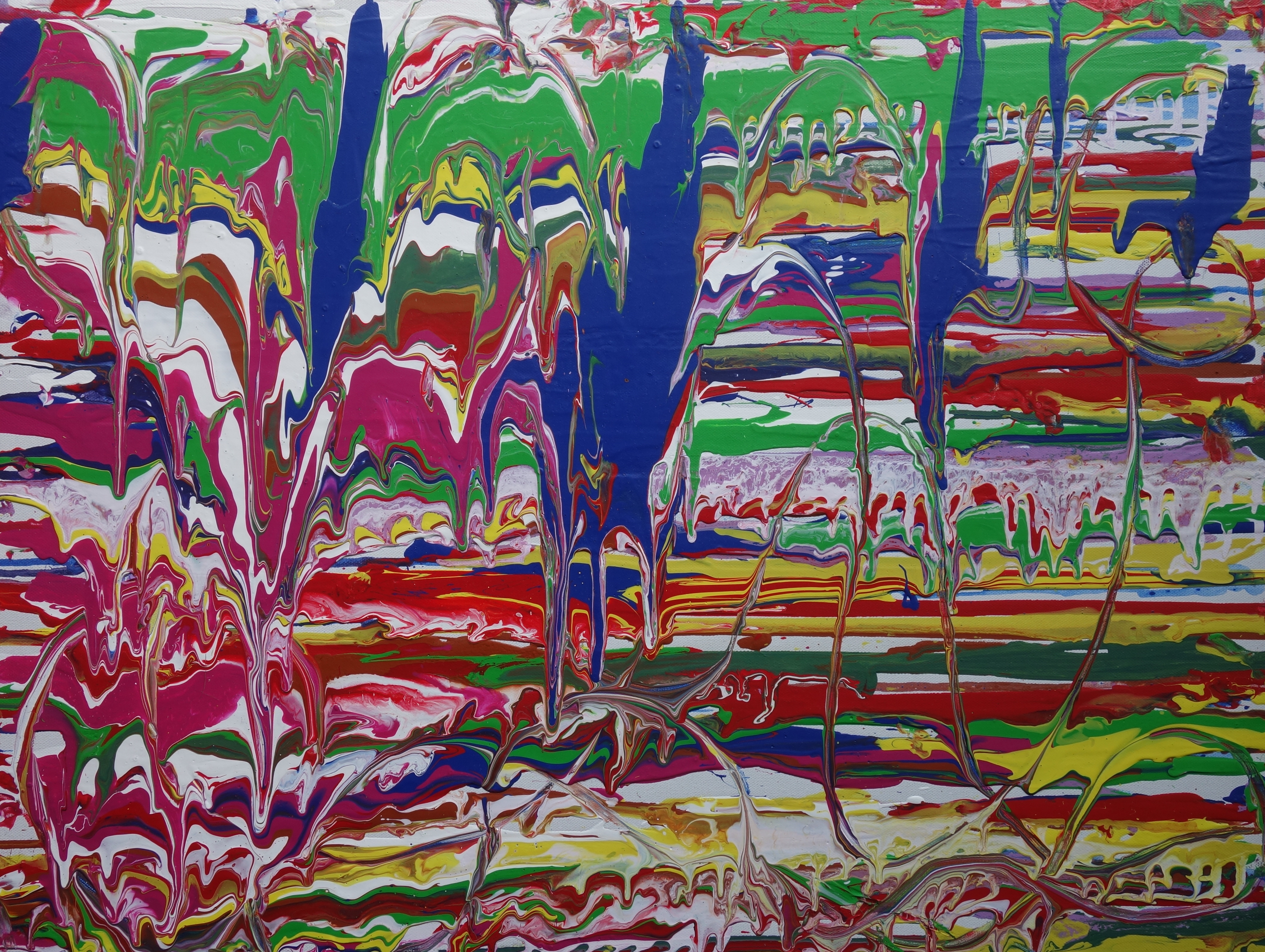
Acrylfarben mit verschiedenen Maltechniken aufgetragen: teils mit Impastotechnik, teils durch Gießen in horizontaler und vertikaler Richtung.

Das Bindemittel im Acryllack ist zunächst milchig weiß und wird erst durch das Trocknen transparent. Daher werden Acrylfarben beim Trocknen geringfügig dunkler. Da die Farbe mit Wasser vermischt werden kann, wird sie bisweilen anstelle von Wasserfarbe und Wandfarbe verwendet.
Acrylfarbe kann als Alternative oder Ergänzung zur Ölfarbe und mit den meisten hier üblichen Maltechniken verwendet werden. Die Trockenzeit der reinen Acrylfarbe ist sehr kurz, kann aber mit Malmitteln künstlich verlängert werden. Die Farbe kann in Impastotechnik mit Pinseln oder Malmessern aufgetragen werden und trocknet auch in starken Schichten ohne Risse. Mit Wasser verdünnt kann die Acrylfarbe lasierend vermalt werden. Mit Hilfe von Acrylbinder können, ähnlich wie in der Aquarellmalerei, dünne Lasuren gelegt werden. Die getrocknete Farbe ist leicht glänzend und bildet einen elastischen Film auf dem Malgrund. Acrylfarbe kann auf jedem fettfreien Malgrund (z. B. Leinwand, Holz, Metall) verwendet werden. Bei gleichzeitiger Verwendung von Ölfarben kann die Acrylfarbe als Untermalung angelegt werden. Für stark pastose Arbeitsweisen und eine Bildgestaltung mit Pasten und Gelen werden jedoch feste Bildträger wie Malplatten benötigt. Für Farbtonveränderungen und Lichteffekte kann in der Acrylmalerei mit Modellierpaste und anderen Strukturmitteln wie Effekt-, Faser- und Metallicgel gearbeitet werden. Dabei kann das Strukturgel bzw. die Strukturpaste mit vielfältigen Arbeitsgeräten wie Malmesser, Kamm oder Spachtel auf den grundierten Malgrund aufgetragen und anschließend koloriert werden.
Arbeitsgeräte lassen sich mit Wasser reinigen, erst bei Trocknung wird die Farbe wasserunlöslich und muss dann mit speziellen Lösungsmitteln entfernt werden. Im Vergleich zu Ölfarbe ist wasserbasierte Acrylfarbe beim Vermalen sehr geruchsarm.
Bekannte Künstler des 20. Jahrhunderts, die Acrylfarbe verwendeten, sind die Pop-Art-Künstler Andy Warhol und Roy Lichtenstein, die Op-Künstlerin Bridget Riley, die Farbfeldmaler Mark Rothko, Ellsworth Kelly und Barnett Newman sowie der britische Künstler David Hockney.

## Acrylfarben im Handwerk
Im Bau- und Heimwerkerbereich haben sich Acryllacke gegen vergleichbare Produkte wie Nitro- oder Alkydharzlacke weitgehend durchgesetzt. Ein Vorteil besteht darin, dass die eingesetzten gesundheitsschädlichen Lösungsmittel, im Vergleich zu beispielsweise Nitrolacken (70 bis 80 %), deutlich reduziert sind (7 bis 15 %). Die anfangs geringere Abriebfestigkeit gegenüber Kunstharzlacken wurde durch neue Produktentwicklungen weitgehend ausgeglichen.

## Bestandteile
Wie andere Malfarben bestehen Acrylfarben im Wesentlichen aus drei Bestandteilen:
- Pigmente. Es gibt organische, anorganische und Effektpigmente. Neben der Farbe sind das Deck- (Abdecken des Untergrundes) und Farbvermögen (Veränderung anderer Farbtöne) die wichtigsten Eigenschaften.
- Bindemittel dienen der Verbindung der Pigmentpartikel untereinander und mit dem Untergrund. Acrylbindemittel bestehen aus Kunstharzteilchen, die sich in hoher Konzentration im Lösungsmittel (Wasser) befinden. Bei Verdunstung des Wassers verbinden sich die Partikel und bilden eine wasserunlösliche, elastische Schicht. Die Art des Bindemittels bestimmt Eigenschaften wie Elastizität, Verdünnbarkeit und Haftung.
- Lösungsmittel, in denen die Bindemittel gelöst sind. Ihr Verdunsten führt zur Aushärtung. Im Unterschied zur Ölfarbe ist es hier meist Wasser. Durch dessen Verdunstung verliert die Farbmasse geringfügig an Volumen.

## Geruch
Der Geruch, den Acrylfarben verströmen, ist auf flüchtige organische Verbindungen zurückzuführen. Das Fraunhofer-Institut für Verfahrenstechnik und Verpackung IVV hat die geruchsaktiven Bestandteile von Acrylfarben 2018 näher untersucht. Für die Analyse wurden sechs regulär im Handel erhältliche Acrylfarben für den Künstlerbedarf ausgewählt. Der Geruch ist dabei vor allem auf verschiedene Benzolderivate zurückzuführen. Die dabei im Wesentlichen identifizierten Geruchssubstanzen sind Styrol, Ethylbenzol, Isopropylbenzol, sec-Butylbenzol und n-Propylbenzol. Sie verursachen den kunststoffartigen und lösungsmittelähnlichen Geruch der Farben. Eine entscheidende Rolle spielen auch polyzyklische aromatische Kohlenwasserstoffe, darunter Naphthalin, Indan- und Tetralin-Derivate sowie verschiedene Acrylate.
Die subjektive Empfindung des Geruchs ist – je nach Verwendung z. B. bei Kunstmalern – unterschiedlich. Im Wohnbereich empfinden viele Menschen den Geruch als angenehm, was den umweltfreundlichen Einsatz fördert.

## Mal- und Hilfsmittel
- Grundierweiß (Gesso): dient als Haftgrund auf allen unbearbeiteten Malgründen.
- Verdickungsmittel: erhöhen die Konsistenz der Farbe und sind für einen pastosen Auftrag oder für das Arbeiten mit dem Spachtel gut geeignet.
- Verzögerer: verlängern die Trocknungszeit der Farbe. Gut für ein Arbeiten in der Nass-in-Nass-Technik. Als günstiger Ersatz kann auch Glycerin genutzt werden. Trocknungsbeschleuniger (Sikkative) kommen bei den ohnehin schnell trocknenden Acrylfarben nicht zum Einsatz.
- Modellierpasten: ermöglichen nach mehrstündiger Trocknung, ohne wesentliche Schrumpfung des Volumens, eine plastische Nachbearbeitung mit Schleifmaterialien oder Messern.
- Glanzmittel-Dispersionen (Medien): beeinflussen die Glanzeigenschaften stufenweise von seidenmatt bis hochglänzend.
- Firnisse: erzeugen eine lackartige Schutzschicht auf der Oberfläche. Die Farbbrillanz kann dabei verstärkt (Glanzfirnis), beibehalten (Neutralfirnis) oder herabgesetzt werden (Mattfirnis).
- perfluorierte Tenside: verbessern die Benetzungs- und Oberflächeneigenschaften, Konzentrationen von 300 bis 500 mg/kg (Verlaufshilfsmittel).
- Acrylbinder: ermöglichen das Herstellen von Acrylfarbe, das Malen von feinen Lasuren und sind auch als Zwischenfirnis geeignet.